# Helena Vondráčková
Helena Vondráčková, född 24 juni 1947 i Prag, är en tjeckisk sångerska som varit aktiv sedan 1964.

## Karriär

### Tidiga åren
Helena Vondráčková föddes i Tjeckoslovakiens huvudstad Prag. Hennes familj bestod av hennes föräldrar Blažena och Jiří, samt hennes syster Zdena och bror Jiří. Hon växte upp i den lilla staden Slatiňany. Hon började spela piano vid tidig ålder. Den 27 april 1964 vann hon en nationell talangtävling och släppte den 3 september sin första singel med titeln "Červená řeka" (Den röda älven). År 1965 vann hon priset The Golden Nighingale i kategorin kvinnliga sångare. År 1967 blev hon utvald att representera sitt land vid en festival i Rio de Janeiro i Brasilien. Mellan november 1968 och februari 1970 var hon med i trion "Golden Kids" tillsammans med Marta Kubišová och Václav Neckář. Debutalbumet Růže kvetou dál (Rosor blommar vidare) som släpptes 1969 innehöll alla hennes tidigare singlar.

### 1970 och framåt
År 1971 höll hon sin första riktiga konsert med titeln "Helena 71" och året efter turnerade hon genom Sovjetunionen och Japan tillsammans med gruppen "Strýci". I Japan spelade hon in Isle of Helena, sitt första album som ej var på tjeckiska. Under större delen av 70-talet turnerade hon över hela världen, främst i Europa, Asien och Amerika. Vid den internationella popmusik festivalen i Istanbul år 1976 vann hon The Audience Prize. och 1977 vann hon Intervision Song Contest med låten Malovaný džbánku (Den målade krukan).
Hon hade även roller i filmer och TV-serier. Hon turnerade också under 80-talet, denna gång genom flera städer i Kanada. År 1984 var hon för första gången värd för ett TV-program, Sejdeme se na Výsluní (Vi träffas på Solsidan). År 1985 höll hon en konsert med bandet "Bacily". I början av 90-talet hade hon uppnått en miljon sålda album och höll konserten "Helena 90" i Tjeckien. Hon började också få roller i olika musikaler, bland annat Les Miserables där hon debuterade den 25 juni 1992. Hon gjorde flera musikaler i Tyskland och år 1993 släppte hon ett tjeckiskt och ett engelskt musikalalbum. År 1994 gjorde "Golden Kids" en återföreningskonsert i Prag. I samband med sin 50-årsdag den 24 juni 1997 släppte hon en bok. I december gjorde hon en konsert som spelades in och visades på TV. Ett livealbum av konserten släpptes senare. I oktober 1999 släppte hon ett nytt album med titeln Vodopád (Vattenfall) som blev väldigt framgångsrikt.

### 2000-talet
Hon fortsatte att släppa album under 00-talet och gjorde framträdanden under flera konserter i både Tjeckien och Ryssland år 2001. Den 30 november 2001 tog hon emot priset Lady Pro Award i Prags Borg som ges till tjeckiska kvinnor som under sin livstid uppnått anmärkningsvärd framgång. I februari och mars 2002 turnerade hon genom Australien. I mars fick hon även priset för den "bästa kvinnliga sångerskan 2001" av Pop Music Academy. Samma år blev hennes singel "Dlouhá noc" (En lång natt) en stor hit. Mellan julen 2002 och en bit in på 2003 turnerade hon i Tjeckien och Slovakien. Hon återvände till musikalen "Les Miserables" den 16 september 2003. I december samma år höll hon en julkonsert i Prag. År 2004 var hon med och spelade in filmen "Kameňák 2". Den 18 oktober 2005 firades hennes 40-årsjubileum som artist med en stor gala i Prag där över 35 andra artister hyllade henne. Inte långt därefter släpptes "The Golden Collection", en samling med det bästa från hennes långa karriär. År 2006 deltog hon i den slovakiska versionen av Dancing with the Stars och år 2007 i den polska versionen, båda gångerna med Milan Placko. År 2006 gjorde hon även konserter och musikaler i Prag, Moskva, Kiev, Bratislava och Katowice. Hon bjöd in Jitka Zelenková, Miro Dvorský och Gustav Brom orkestern till hennes julkonsert 2006.
Den 15 februari 2007 meddelades det att hon skulle delta i den tjeckiska uttagningen till Eurovision Song Contest 2007 med låten "Samba" vilket skulle bli Tjeckiens första deltagande i tävlingen någonsin. Några dagar senare avslöjades det att låten hade släppts för tidigt och att hon var tvungen att använda en annan låt till uttagningen. Den nya låten hade titeln "Ha ha ha". Före den 10 mars då den nationella finalen skulle gå av stapeln bestämde hon sig dock för att dra sig ur tävlingen. År 2007 uppnådde hon en halv miljon sålda skivor under sitt nya skivbolag Universal Music Group. Hon gjorde flera konserter under 2007 i Prag men även Moskva. Hon framträdde tillsammans med Karel Gott under nyårsprogrammet Mejdan roku z Václaváku (Årets fest från Wenzelplatsen). Under 2008 gjorde hon fler konserter i Prag, bland annat två som blev utsålda. Hon släppte dessutom ännu en bok, var värd för ytterligare ett TV-program och fortsatte att släppa album, bland annat ett samlingsalbum för sin tidigare grupp "Golden Kids". Den 5 mars 2009 debuterade hon i musikalen "Mona Lisa" i Prag. Hon höll ännu en födelsedagskonsert den 15 juni och tillbringade sommaren med en turné genom Tjeckien och Slovakien. I december sålde hon ut två till konserter i Prag. I juli 2010 var hon med i juryn på musikfestivalen "Slavianski Bazaar" i Vitryssland. I augusti höll hon en välgörenhetskonsert för offren vid översvämningarna i Mähren. Hon fortsatte att delta i flera musikaler under år 2010 och släppte dessa på DVD. Hon gjorde en utsåld julkonsert tillsammans med polskan Maryla Rodowicz som gästartist.

## Diskografi

### Album
| - 1969 – Růže kvetou dál - 1969 – Micro magic circus (Golden Kids) - 1970 – Golden Kids 1 (Golden Kids) - 1970 – Ostrov Heleny Vondráčkové - 1971 – Isle of Helena - 1972 – Helena, Helena, Helena - 1972 – Helena`72 - 1974 – Helena a Strýci - 1975 – Film melodies - 1976 – Immortal film themes - 1977 – S písní vstříc ti běžím - 1978 – Unter der Asche meiner Liebe ist noch Glut - 1978 – Paprsky - 1979 – Unter der Asche meiner Liebe ist noch Glut II - 1979 – Doch in der Nacht - 1980 – Múzy - 1980 – Music - 1980 – Golden movie hits - 1981 – Sblížení - 1981 – Helena Singt Billy Joel - 1981 – Písně Billyho Joela - 1982 – Přelety - 1982 – Zrychlený dech - 1982 – A ty se ptáš, co já - 1984 – Ode mne k tobě - 1985 – Sprint - 1985 – I'm your song - 1986 – Sólo pro tve oči - 1986 – Helena zpívá Ježka - 1988 – Skandál - 1990 – Přejdi Jordán a další hity - 1990 – I'm your song - 1992 – Kam zmizel ten starý song - 1992 – Šíleně smutná princezna - 1992 – Les Misérables - 1993 – Golden Kids (Golden Kids) - 1993 – The Broadway album - 1993 – The Broadway album - 1995 – Golden Kids Comeback, Live Concert (Golden Kids) - 1995 – Christmas with Helena 1 - 1996 – To je šoubyznys - 1996 – Vánoce s Helenou 2 - 1996 – Ten, koho ráda mám (Collection part 1) - 1996 – Podívej, kvete růže (Collection part 2) - 1997 – Movie Classics - 1997 – Helena v Lucerně Live – největší hity 1 - 1997 – Helena v Lucerně Live – největší hity 2 - 1997 – To se nikdo nedoví (Collection part 3) - 1997 – Music Box No.1 (Golden Kids) - 1998 – Ostrov Heleny Vondráčkové (Collection part 4) - 1998 – Helena, Helena, Helena (Collection part 5) - 1998 – Nevzdám se hvězdám - 1998 – Paříž, má láska - 1999 – Helena a Strýci (Collection part 6) - 1999 – Helena Gold | - 2000 – Miláčku (Collection part 7) - 2000 – Veselé Vánoce a šťastný nový rok - 2000 – Helena Gold - 2000 – The Queens of Pop at the Opera - 2000 – Vodopád - 2001 – Film melodies – S písní vstříc ti běžím (Collection part 8) - 2001 – Paprsky, Múzy (Collection part 9) - 2001 – Christmas with Helena 4 - 2001 – Helena 2002 - 2002 – Sblížení (Collection part 10) - 2002 – The Broadway album - 2002 – Helena Platinum - 2002 – Concert Stars - 2003 – Zrychlený dech (Collection part 11) - 2003 – Helena Platinum - 2003 – Helena Vondráčková – Čas je proti nám a další hity... - 2003 – Helena Vondráčková – Podívej, kvete růže - 2003 – Hádej...! - 2003 – Helena Vondráčková & Karel Gott – Live - 2004 – Ode mne k tobě (Collection part 12) - 2004 – 2DVD Přelety - 2004 – Sprint (Collection part 13) - 2004 – Rendez Vous - 2005 – Sólo pro tvé oči (Collection part 14) - 2005 – Gold Collection 4CD Deluxe Edition - 2005 – DVD Helena Gold - 2006 – Skandál (Collection part 15) - 2006 – Helena zpívá Ježka (Collection part 16) - 2006 – Zastav se (... a poslouchej) - 2007 – Helena Vondráčková & Jiří Korn – Těch pár dnů - 2007 – DVD Helena Vondráčková & Jiří Korn – Těch pár dnů - 2007 – Ha, ha, ha – special limited edition - 2007 – Jsem, jaká jsem - 2008 – 24 Golden Hits (Golden Kids) - 2008 – Blázen, kdo se lásky zříká – Hity a rarity - 2009 – 4CD Zlatá Kolekce – Gold Collection - 2009 – Helena Live DVD+CD - 2009 – Zůstáváš tu se mnou - 2010 – 2CD Live Cencert - 2011 - DVD Já půjdu dál - 2011 - DVD Tangled - 2011 - Tangled / Soundtrack - 2011 – DVD Helena on Broadway – Live Concert in Prague Opera – Greatest songs for Musicals |